# Fußballclub Hansa Rostock 1999-2000
Questa voce raccoglie le informazioni riguardanti il Fußballclub Hansa Rostock nelle competizioni ufficiali della stagione 1999-2000.

## Stagione
Nella stagione 1999-2000 l'Hansa Rostock, allenato da Andreas Zachhuber, concluse il campionato di Bundesliga al 15º posto. In Coppa di Germania l'Hansa Rostock fu eliminato ain semifinale dal Bayern Monaco.

## Rosa
| N. |                     | Ruolo | Calciatore           |
| -- | ------------------- | ----- | -------------------- |
| 1  | Germania (bandiera) | P     | Martin Pieckenhagen  |
| 2  | Germania (bandiera) | C     | Timo Lange           |
| 3  | Egitto (bandiera)   | C     | Mohammed Emara       |
| 4  | Germania (bandiera) | D     | Sven Benken          |
| 5  | Germania (bandiera) | D     | Uwe Ehlers           |
| 6  | Germania (bandiera) | C     | Olaf Holetschek      |
| 8  | Germania (bandiera) | C     | Hilmar Weilandt      |
| 9  | Germania (bandiera) | C     | Matthias Breitkreutz |
| 10 | Croazia (bandiera)  | A     | Kreso Kovacec        |
| 11 | Germania (bandiera) | A     | Henri Fuchs          |
| 12 | Egitto (bandiera)   | C     | Yasser Radwan        |
| 13 | Germania (bandiera) | C     | Ronny Thielemann     |
| 14 | Germania (bandiera) | D     | Kai Oswald           |
| 15 | Svezia (bandiera)   | A     | Magnus Arvidsson     |

| N. |                     | Ruolo | Calciatore         |
| -- | ------------------- | ----- | ------------------ |
| 17 | Svezia (bandiera)   | C     | Marcus Lantz       |
| 18 | Polonia (bandiera)  | C     | Sławomir Majak     |
| 19 | Marocco (bandiera)  | A     | Abdelaziz Ahanfouf |
| 20 | Germania (bandiera) | D     | René Schneider     |
| 21 | Germania (bandiera) | P     | Daniel Klewer      |
| 22 | Nigeria (bandiera)  | A     | Victor Agali       |
| 23 | Germania (bandiera) | C     | Christian Brand    |
| 25 | Germania (bandiera) | D     | Marco Zallmann     |
| 26 | Germania (bandiera) | P     | Perry Bräutigam    |
| 27 | Germania (bandiera) | A     | Steffen Baumgart   |
| 28 | Germania (bandiera) | C     | Björn Laars        |
| 33 | Germania (bandiera) | C     | Tobias Preuß       |
| 38 | Svezia (bandiera)   | C     | Peter Wibrån       |

## Organigramma societario
Area tecnica
- Allenatore: Andreas Zachhuber
- Allenatore in seconda: Juri Schlünz
- Preparatore dei portieri:
- Preparatori atletici:

## Calciomercato

### Sessione estiva
| Acquisti | Acquisti           | Acquisti          | Acquisti |
| R.       | Nome               | da                | Modalità |
| -------- | ------------------ | ----------------- | -------- |
| C        | Marcus Lantz       | Torino            |          |
| C        | Christian Brand    | Wolfsburg         |          |
| A        | Steffen Baumgart   | Wolfsburg         |          |
| D        | Sven Benken        | Werder Brema      |          |
| A        | Abdelaziz Ahanfouf | Unterhaching      |          |
| A        | Magnus Arvidsson   | Trelleborg        |          |
| A        | Kreso Kovacec      | TeBe Berlino      |          |
| D        | Kai Oswald         | Stoccarda         |          |
| D        | René Schneider     | Borussia Dortmund |          |
| C        | Ronny Thielemann   | Erzgebirge Aue    |          |

| Cessioni | Cessioni         | Cessioni           | Cessioni |
| R.       | Nome             | a                  | Modalità |
| -------- | ---------------- | ------------------ | -------- |
| A        | Abder Ramdane    | Friburgo           |          |
| C        | Miroslav Bičanić | Hapoel Be'er Sheva |          |
| C        | Jens Dowe        | Rapid Vienna       |          |
| C        | Ralf Ewen        | Paderborn          |          |
| C        | Zoran Milinković | Anorthōsis         |          |
| A        | Oliver Neuville  | Bayer Leverkusen   |          |
| D        | Marko Rehmer     | Hertha Berlino     |          |

### Sessione invernale
| Acquisti | Acquisti | Acquisti | Acquisti |
| R.       | Nome     | da       | Modalità |
| -------- | -------- | -------- | -------- |

| Cessioni | Cessioni        | Cessioni          | Cessioni |
| R.       | Nome            | a                 | Modalità |
| -------- | --------------- | ----------------- | -------- |
| D        | Thomas Gansauge | Arminia Bielefeld |          |

## Risultati

### Bundesliga

#### Girone di andata
| Arbitro: | Krug |

|                                                               |           |                            |
| Ehlers 14’ (aut.) Daei 33’ Wosz 51’ Tretschok 61’ Deisler 76’ | Marcatori | 7’ Schneider 68’ Arvidsson |

| Arbitro: | Albrecht |

|                                                           |           |                             |
| Lange 5’ (rig.) Sforza 28’ (aut.) Agali 31’ Arvidsson 44’ | Marcatori | 29’ Marschall 32’ Djorkaeff |

| Arbitro: | Steinborn |

|                      |           |  |
| Weiser 11’ Nowak 43’ | Marcatori |  |

| Arbitro: | Fandel |

|                     |           |          |
| Oswald 4’ Agali 90’ | Marcatori | 79’ Góra |

| Arbitro: | Wagner |

|                                                  |           |  |
| Müller 12’ Sellimi 26’ (rig.), 42’, 77’ Baya 39’ | Marcatori |  |

| Rostock 25 settembre 1999, ore 15:30 CEST 6ª giornata | Hansa Rostock | 0 – 0 referto | Monaco 1860 | Ostseestadion (18 000 spett.)\| Arbitro: \| Berg \| |
| Arbitro:                                              | Berg          |               |             |                                                     |

| Arbitro: | Zerr |

|                           |           |  |
| Ikpeba 56’, 88’ Reina 64’ | Marcatori |  |

| Arbitro: | Stark |

|                                           |           |              |
| Brand 35’ Holetschek 66’ Lange 86’ (rig.) | Marcatori | 77’ Fjørtoft |

| Arbitro: | Jansen |

|                    |           |             |
| Arvidsson 20’, 68’ | Marcatori | 81’ Meißner |

| Arbitro: | Strampe |

|                       |           |                   |
| Pizarro 4’ Ailton 85’ | Marcatori | 74’ (rig.) Wibrån |

| Arbitro: | Krug |

|                                 |           |                                          |
| Lange 4’ Baumgart 5’ Oswald 55’ | Marcatori | 39’ (rig.) Butt 48’ Grammozīs 76’ Grubač |

| Arbitro: | Buchhart |

|             |           |              |
| Emerson 36’ | Marcatori | 19’ Baumgart |

| Arbitro: | Meyer |

|              |           |                 |
| Baumgart 19’ | Marcatori | 70’ Oberleitner |

| Arbitro: | Fleischer |

|                  |           |                            |
| Beierle 22’, 66’ | Marcatori | 37’ Baumgart 54’ Arvidsson |

| Arbitro: | Kemmling |

|  |           |                          |
|  | Marcatori | 45’, 54’ Sérgio 64’ Cruz |

| Arbitro: | Keßler |

|                          |           |               |
| Ganea 54’, 62’ Pinto 73’ | Marcatori | 70’ Arvidsson |

| Arbitro: | Heynemann |

|            |           |  |
| Benken 70’ | Marcatori |  |

#### Girone di ritorno
| Arbitro: | Strampe |

|  |           |            |
|  | Marcatori | 61’ Preetz |

| Arbitro: | Meyer |

|                                |           |                         |
| Pettersson 85’ Komljenović 86’ | Marcatori | 11’ Arvidsson 73’ Agali |

| Arbitro: | Albrecht |

|           |           |              |
| Brand 24’ | Marcatori | 66’ Sebescen |

| Arbitro: | Stark |

|             |           |            |
| de Haar 83’ | Marcatori | 37’ Wibrån |

| Arbitro: | Weiner |

|            |           |                       |
| Wibrån 51’ | Marcatori | 74’ (aut.) Holetschek |

| Arbitro: | Kemmling |

|                                     |           |                              |
| Max 44’, 48’, 58’ Häßler 63’ (rig.) | Marcatori | 27’, 51’ Arvidsson 90’ Lantz |

| Arbitro: | Berg |

|                    |           |  |
| Baumann 90’ (aut.) | Marcatori |  |

| Francoforte sul Meno 17 marzo 2000, ore 20:00 CET 25ª giornata | Eintracht Francoforte | 0 – 0 referto | Hansa Rostock | Waldstadion (32 200 spett.)\| Arbitro: \| Wack \| |
| Arbitro:                                                       | Wack                  |               |               |                                                   |

| Arbitro: | Wagner |

|                             |           |                      |
| Maul 55’ Stratos 74’ (rig.) | Marcatori | 18’ Lantz 66’ Wibrån |

| Arbitro: | Krug |

|                   |           |          |
| Wibrån 35’ (rig.) | Marcatori | 36’ Bode |

| Arbitro: | Albrecht |

|           |           |  |
| Groth 17’ | Marcatori |  |

| Arbitro: | Merk |

|                 |           |               |
| Breitkreutz 44’ | Marcatori | 66’ Schneider |

| Arbitro: | Fröhlich |

|             |           |             |
| Seifert 78’ | Marcatori | 90’ Kovacec |

| Arbitro: | Stark |

|                                  |           |             |
| Wibrån 31’ Agali 34’ Kovacec 82’ | Marcatori | 84’ Beierle |

| Arbitro: | Aust |

|                                      |           |           |
| Sérgio 58’, 80’ Élber 62’ Scholl 82’ | Marcatori | 18’ Agali |

| Arbitro: | Wack |

|                  |           |                                           |
| Soldo 78’ (aut.) | Marcatori | 6’ Ganea 21’ Gerber 46’ Lisztes 67’ Pinto |

| Arbitro: | Strampe |

|  |           |                     |
|  | Marcatori | 20’ Agali 56’ Brand |

### Coppa di Germania
| Arbitro: | Kinhöfer |

|  |           |                      |
|  | Marcatori | 28’ Agali 49’ Radwan |

| Arbitro: | Meyer |

|                 |           |                                             |
| Felgenhauer 53’ | Marcatori | 10’ Brand 27’ Baumgart 90’ (aut.) Škarabela |

| Arbitro: | Albrecht |

|  |           |                                                      |
|  | Marcatori | 63’ Arvidsson 66’ Brand 80’ Breitkreutz 82’ Baumgart |

| Arbitro: | Krug |

|                    |           |            |
| Arvidsson 16’, 37’ | Marcatori | 18’ Dundee |

| Arbitro: | Steinborn |

|                           |           |                         |
| Cruz 58’, 66’ Kuffour 76’ | Marcatori | 75’ Weilandt 82’ Wibrån |

## Statistiche

### Statistiche di squadra
| Competizione      | Punti | In casa | In casa | In casa | In casa | In casa | In casa | In trasferta | In trasferta | In trasferta | In trasferta | In trasferta | In trasferta | Totale | Totale | Totale | Totale | Totale | Totale | DR  |
| Competizione      | Punti | G       | V       | N       | P       | Gf      | Gs      | G            | V            | N            | P            | Gf           | Gs           | G      | V      | N      | P      | Gf     | Gs     | DR  |
| ----------------- | ----- | ------- | ------- | ------- | ------- | ------- | ------- | ------------ | ------------ | ------------ | ------------ | ------------ | ------------ | ------ | ------ | ------ | ------ | ------ | ------ | --- |
| Bundesliga        | 38    | 17      | 7       | 7       | 3       | 25      | 22      | 17           | 1            | 7            | 9            | 19           | 38           | 34     | 8      | 14     | 12     | 44     | 60     | -16 |
| Coppa di Germania | -     | 1       | 1       | 0       | 0       | 2       | 1       | 4            | 3            | 0            | 1            | 11           | 4            | 5      | 4      | 0      | 1      | 13     | 5      | +8  |
| Totale            | 38    | 18      | 8       | 7       | 3       | 27      | 23      | 21           | 4            | 7            | 10           | 30           | 42           | 39     | 12     | 14     | 13     | 57     | 65     | -8  |

### Andamento in campionato
| Giornata  | 1  | 2 | 3  | 4 | 5  | 6  | 7  | 8  | 9 | 10 | 11 | 12 | 13 | 14 | 15 | 16 | 17 | 18 | 19 | 20 | 21 | 22 | 23 | 24 | 25 | 26 | 27 | 28 | 29 | 30 | 31 | 32 | 33 | 34 |
| --------- | -- | - | -- | - | -- | -- | -- | -- | - | -- | -- | -- | -- | -- | -- | -- | -- | -- | -- | -- | -- | -- | -- | -- | -- | -- | -- | -- | -- | -- | -- | -- | -- | -- |
| Luogo     | T  | C | T  | C | T  | C  | T  | C  | C | T  | C  | T  | C  | T  | C  | T  | C  | C  | T  | C  | T  | C  | T  | C  | T  | T  | C  | T  | C  | T  | C  | T  | C  | T  |
| Risultato | P  | V | P  | V | P  | N  | P  | V  | V | P  | N  | N  | N  | N  | P  | P  | V  | P  | N  | N  | N  | N  | P  | V  | N  | N  | N  | P  | N  | N  | V  | P  | P  | V  |
| Posizione | 17 | 9 | 13 | 9 | 14 | 14 | 15 | 12 | 8 | 10 | 12 | 12 | 10 | 12 | 13 | 14 | 14 | 14 | 15 | 15 | 15 | 15 | 15 | 14 | 14 | 14 | 14 | 14 | 14 | 14 | 13 | 15 | 15 | 15 |

Legenda:

Luogo: C = Casa; T = Trasferta. Risultato: V = Vittoria; N = Pareggio; P = Sconfitta.

### Statistiche dei giocatori
| Giocatore       | Bundesliga | Bundesliga | Bundesliga  | Bundesliga | Coppa di Germania | Coppa di Germania | Coppa di Germania | Coppa di Germania | Totale   | Totale | Totale      | Totale     |
| Giocatore       | Presenze   | Reti       | Ammonizioni | Espulsioni | Presenze          | Reti              | Ammonizioni       | Espulsioni        | Presenze | Reti   | Ammonizioni | Espulsioni |
| --------------- | ---------- | ---------- | ----------- | ---------- | ----------------- | ----------------- | ----------------- | ----------------- | -------- | ------ | ----------- | ---------- |
| V. Agali        | 22         | 6          | 7           | 1          | 2                 | 1                 | 0                 | 0                 | 24       | 7      | 7           | 1          |
| A. Ahanfouf     | 13         | 0          | 2           | 0          | 4                 | 0                 | 0                 | 0                 | 17       | 0      | 2           | 0          |
| M. Arvidsson    | 33         | 9          | 1           | 0          | 5                 | 3                 | 0                 | 0                 | 38       | 12     | 1           | 0          |
| S. Baumgart     | 26         | 4          | 3           | 0          | 4                 | 2                 | 0                 | 0                 | 30       | 6      | 3           | 0          |
| S. Benken       | 24         | 1          | 7           | 1          | 3                 | 0                 | 1                 | 0                 | 27       | 1      | 8           | 1          |
| C. Brand        | 24         | 3          | 4           | 1          | 4                 | 2                 | 0                 | 0                 | 28       | 5      | 4           | 1          |
| M. Breitkreutz  | 21         | 1          | 3           | 0          | 3                 | 1                 | 0                 | 0                 | 24       | 2      | 3           | 0          |
| P. Bräutigam    | 15         | 0          | 0           | 0          | 3                 | 0                 | 0                 | 0                 | 18       | 0      | 0           | 0          |
| U. Ehlers       | 21         | 0          | 2           | 0          | 3                 | 0                 | 0                 | 1                 | 24       | 0      | 2           | 1          |
| M. Emara        | 22         | 0          | 3           | 0          | 1                 | 0                 | 0                 | 0                 | 23       | 0      | 3           | 0          |
| H. Fuchs        | 0          | 0          | 0           | 0          | 0                 | 0                 | 0                 | 0                 | 0        | 0      | 0           | 0          |
| T. Gansauge     | 2          | 0          | 0           | 0          | 1                 | 0                 | 0                 | 0                 | 3        | 0      | 0           | 0          |
| O. Holetschek   | 17         | 1          | 7           | 0          | 5                 | 0                 | 0                 | 0                 | 22       | 1      | 7           | 0          |
| D. Klewer       | 0          | 0          | 0           | 0          | 0                 | 0                 | 0                 | 0                 | 0        | 0      | 0           | 0          |
| K. Kovacec      | 17         | 2          | 2           | 0          | 3                 | 0                 | 0                 | 0                 | 20       | 2      | 2           | 0          |
| B. Laars        | 0          | 0          | 0           | 0          | 0                 | 0                 | 0                 | 0                 | 0        | 0      | 0           | 0          |
| T. Lange        | 27         | 3          | 8           | 0          | 3                 | 0                 | 0                 | 0                 | 30       | 3      | 8           | 0          |
| M. Lantz        | 18         | 2          | 4           | 0          | 2                 | 0                 | 0                 | 0                 | 20       | 2      | 4           | 0          |
| S. Majak        | 20         | 0          | 5           | 0          | 3                 | 0                 | 0                 | 0                 | 23       | 0      | 5           | 0          |
| K. Oswald       | 19         | 2          | 0           | 1          | 1                 | 0                 | 0                 | 0                 | 20       | 2      | 0           | 1          |
| M. Pieckenhagen | 20         | 0          | 1           | 1          | 2                 | 0                 | 0                 | 0                 | 22       | 0      | 1           | 1          |
| T. Preuß        | 0          | 0          | 0           | 0          | 0                 | 0                 | 0                 | 0                 | 0        | 0      | 0           | 0          |
| Y. Radwan       | 21         | 0          | 3           | 1          | 4                 | 1                 | 0                 | 0                 | 25       | 1      | 3           | 1          |
| A. Ramdane      | 2          | 0          | 0           | 0          | 1                 | 0                 | 0                 | 0                 | 3        | 0      | 0           | 0          |
| R. Schneider    | 9          | 1          | 2           | 1          | 1                 | 0                 | 0                 | 0                 | 10       | 1      | 2           | 1          |
| R. Thielemann   | 7          | 0          | 0           | 0          | 1                 | 0                 | 0                 | 0                 | 8        | 0      | 0           | 0          |
| H. Weilandt     | 31         | 0          | 3           | 0          | 5                 | 1                 | 0                 | 0                 | 36       | 1      | 3           | 0          |
| P. Wibrån       | 34         | 6          | 4           | 0          | 5                 | 1                 | 1                 | 0                 | 39       | 7      | 5           | 0          |
| M. Zallmann     | 8          | 0          | 2           | 0          | 1                 | 0                 | 0                 | 0                 | 9        | 0      | 2           | 0          |